# Марков, Николай Иванович (военный)
Николай Иванович Марков (19 декабря 1910, Уварово, Тобольская губерния — 20 апреля 1990, Усолье-Сибирское, Иркутская область) — участник Великой Отечественной войны, артиллерист, полный кавалер ордена Славы, старший сержант. После войны работал заведующим подсобным хозяйством.

## Биография
Николай Марков родился 19 декабря 1910 года в крестьянской семье в селе Уварово Мокроусовской волости Ялуторовского уезда Тобольской губернии, ныне село входит в Мокроусовский муниципальный округ Курганской области. Русский.
Окончил 8 классов. 
В 1938 году переехал в посёлок Тельма Усольского района Иркутской области. До войны работал пекарём.
20 августа 1941 года был призван в Рабоче-крестьянскую Красную Армию Усольским РВК Иркутской области. С августа 1942 года Марков сражался на Сталинградском направлении. В оборонительных боях был легко ранен 9 и 16 августа 1942 года. В составе 823-го артиллерийского полка 301-й стрелковой дивизии 5-й ударной армии Марков участвовал в Ясско-Кишинёвской операции.
25 августа 1944 года у села Бозиень, что юго-западнее города Бендеры, старший сержант Марков со своим расчётом поразил свыше взвода живой силы, несколько повозок с боеприпасами, две огневые точки противника. Лично уничтожил трёх вражеских солдат и одного взял в плен. За этот подвиг 4 сентября 1944 Николай Иванович был награждён орденом Славы III степени.
14 января 1945, действуя в составе своего полка на 1-м Белорусском фронте, при прорыве обороны противника западнее польского города Магнушев, старший сержант Марков из орудия уничтожил пулемёт, до десяти вражеских солдат, подавил миномётную батарею. Затем, поддерживая наступающую пехоту, бил по огневым точкам врага, ликвидировал пулемёт и орудие. 15 января 1945 года в бою на левом берегу реки Пилица, при отражении контратаки противника из орудия прямой наводкой, уничтожил зенитное орудие, пулемёт, рассеял и уничтожил до взвода пехоты врага. Приказом по 5-й ударной армии от 15 февраля 1945 года Марков был награждён орденом Славы II степени.
24 апреля 1945 на подступах к Берлину поразил из гаубицы шесть пулемётов, орудие, а в составе батареи подавил три артиллерийских и две миномётных батареи противника. Указом Президиума Верховного Совета СССР от 15 мая 1946 года Николай Иванович Марков был награждён орденом Славы I степени.
В 1945 году после демобилизации беспартийный Николай Иванович Марков вернулся в посёлок городского типа Тельма Усольского района Иркутской области, работал заведующим подсобным хозяйством промышленного предприятия.
В 1980 году переехал в город Усолье-Сибирское Иркутской области.
Николай Иванович Марков умер 20 апреля 1990 года, похоронен на Аллее Героев кладбища города Усолье-Сибирское Иркутской области.

## Награды
- Орден Отечественной войны I степени, 23 декабря 1985 года[2]
- Орден Красной Звезды, 14 августа 1944 года[3]
- Орден Славы I степени № 1922, 15 мая 1946 года[4]
- Орден Славы II степени № 11313, 15 февраля 1945 года[5]
- Орден Славы III степени № 71132, 4 сентября 1944 года[6]
- Медаль «За победу над Германией в Великой Отечественной войне 1941—1945 гг.», 5 марта 1946 года[7]
- Медаль «За взятие Берлина»
- Медаль «За освобождение Варшавы»

## Память
- Памятник в посёлке Тельма Усольского района Иркутской области, установлен на берегу Ангары в октябре 2020 года[8][9][10][11].
- Памятная доска, установлена в 2006 году в городе Усолье-Сибирское, ул. Интернациональная, 32а — 52°45′05″ с. ш. 103°39′22″ в. д.HGЯO[12][13].